# Krigen i Donbass
Krigen i Donbass, også kendt som Krigen i Østukraine, var en væbnet konflikt, som udspillede sig i perioden fra april 2014 til februar 2022 i de to østligste oblaster i Ukraine: Donetsk og Luhansk. En hyppigt anvendt fællesbetegnelse for disse to oblaster er Donbass-regionen. Den væbnede konflikt i Donbass blev ikke afsluttet i 2022, men forsatte i stedet som del af den større krig mellem Rusland og Ukraine, der blev indledt den 24. februar 2022 i forbindelse med Ruslands invasion Ukraine. Krigen i Donbass anses generelt for at være en del af den bredere russisk-ukrainske konflikt.
Konflikten udsprang af Maidan-revolutionen i Kyiv, som så præsident Viktor Janukovitj blive afsat d. 22. februar 2014. Denne revolution afstedkom flere såkaldte anti-Maidan-protester (protester, der demonstrerede mod Maidan-revolutionen) rundt omkring i forskellige regioner og byer i særligt Syd- og Østukraine. Særligt i marts 2014 – i forlængelse af at Krim-krisen eskalerede – udbrød der voldsomme protester og sammenstød i Donbass-regionen, hvor en stor andel (ca. 90%) af befolkning ved det tidligere præsidentvalg i 2010 havde støttet og stemt på afsatte præsident Janukovitj. Bevæbnede russisk-orienterede oprørstyrker overtog efterfølgende forskellige administrative bygninger i Donetsk og Luhansk, og erklærede regionerne uafhængige fra Ukraine. Her blev Folkerepublikken Donetsk officielt udråbt den 7. april 2014 i Donetsk oblast, mens Folkerepublikken Lugansk blev udråbt i Luhansk oblast den 27. april.
I april 2014 lancerede Ukraine en modoffensiv, som indledningsvis blev kaldt en "Anti-Terrorist Operation" (ATO), men senere blev omdøbt til "Joint Forces Operation" (JFO).
I alt er over 5.000 mennesker er meldt dræbt og over 1,5 millioner er drevet på flugt.

## Historie
"Sommeren i [... 2018] var [...] den roligste sommeren siden konflikten brøt ut, ifølge [... OSSE ], som har observatører i Øst-Ukraina", skrev medier.